# Chōzubachi
Chōzubachi (jap. 手水鉢 chōzubachi) – kamienny basen lub misa, inaczej temizuya (jap. 手水舎) w Japonii stawiane przed wejściem do świątyń, chramów i pawilonów herbacianych, służące symbolicznemu obmyciu rąk i ust, oczyszczeniu ciała i duszy. 

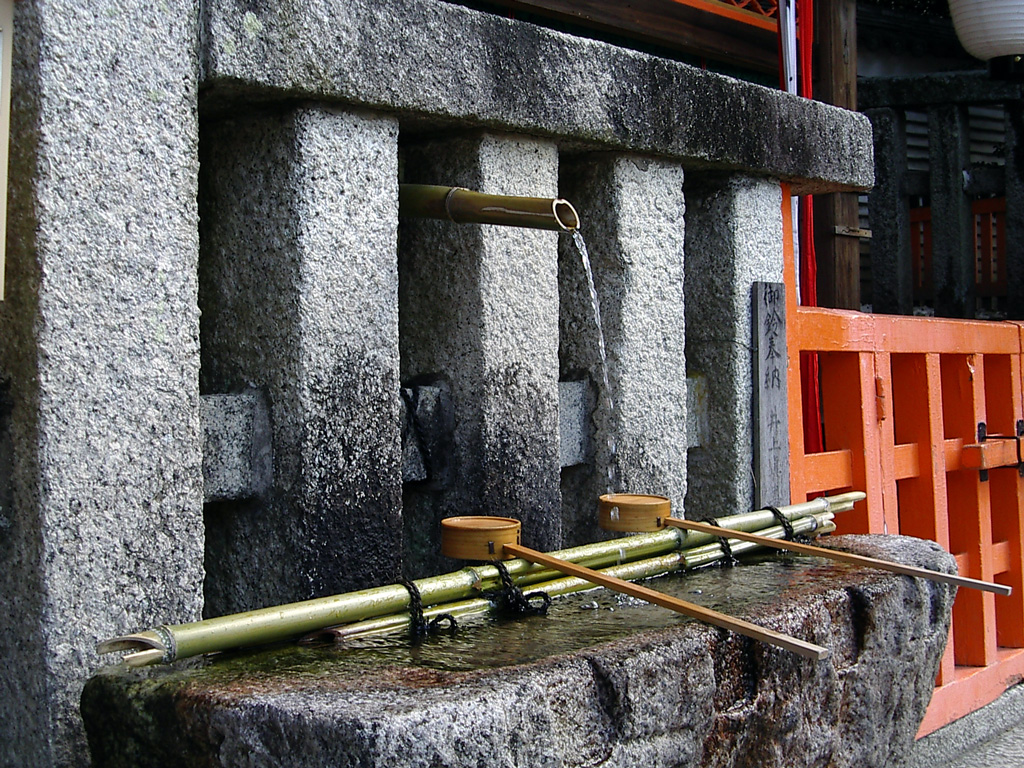
Chōzubachi

Nie należy myć rąk w wodzie w zbiorniku. Należy nabrać wodę małym czerpakiem znajdującym się przy basenie i polać ręce poza zbiornikiem. Nie należy też pić z czerpaka. Nalewa się trochę wody do czystych już rąk, nabiera w usta i po ich przepłukaniu wypluwa na ziemię.
W ogrodach położonych przy pawilonach herbacianych chōzubachi jest częścią specjalnego miejsca, które nazywa się tsukubai. Zbiornik wody jest otoczony specjalnie ułożonymi kamieniami i często stoi przy nim kamienna latarnia ishi-dōrō. 